# Ciclo replicativo de los virus

Ciclo replicativo de los virus.
1-Fijación
2-Penetración
3-Desenvolvimiento
4-Síntesis (4a-Transcripción, 4b-Traducción, 4c-Replicación del genoma)
5-Ensamblaje
6-Liberación

El ciclo replicativo de los virus es el término utilizado para describir el proceso de multiplicación de los virus. Este consta generalmente, de las siguientes fases: fijación y entrada en la célula, eclipse, replicación y liberación del virus. Los virus son formas acelulares que no pueden replicarse por sí mismas en el exterior; para ello requieren introducirse en células donde controlarán sus mecanismos replicativos.

## Fijación
El primer paso en la infección viral es la adhesión, también denominada anexión, a la membrana de la célula  susceptible por medio de la unión específica de ligandos virales (proteína de la cápside o glucoproteínas de las espículas, por ejemplo a receptores específicos superficiales de la célula). Esta especificidad determina el rango y el tipo de célula huésped de un virus. Por ejemplo, el VIH infecta un rango limitado de leucocitos humanos.  La distribución en el cuerpo del hospedador de ciertos tipos de receptores celulares explica el tropismo tisular y de hospedador de los virus. Los tejidos y células que carecen de receptores específicos de virus determinados no son infectados por dichos viriones. La naturaleza de los receptores es variable y ciertos virus pueden tener más de un tipo de receptor. Este mecanismo ha evolucionado para favorecer a los virus que infectan solo las células en las que son capaces de replicarse. La unión al receptor puede inducir a la proteína de la envoltura viral a sufrir cambios que resulten en la fusión de las membranas virales y celulares, o cambios de las proteínas de la superficie del virus que permitan al virus entrar.

## Penetración
Los virus complejos producen una ruptura en la membrana celular del hospedador en uno de los puntos de anclaje, gracias a la presencia de algunas moléculas de enzimas hidrolíticas entre las proteínas de la cápside. A través de la rotura, el tubo central inyecta el ADN vírico, quedando la cápsula vacía en el exterior de la célula y el ácido nucleico libre en el citoplasma. La presencia de cápsidas en la superficie celular es un buen indicio de que ha sufrido una infección vírica.
Otros virus sin envoltura lipídica se introducen en la célula con cápside y todo, lo cual puede realizarse de dos maneras:
- Por penetración directa: después de la fijación, el virus abre una brecha en la membrana y se introduce en el citoplasma.
- Por endocitosis o viropexis: la membrana forma una invaginación en torno al virus, llegando a formar una vesícula que penetra en la célula. Formada la vesícula, el virus abre una brecha en la membrana de la misma con ayuda de algunas enzimas hidrolíticas que él mismo transporta, penetrando así en el citoplasma.

Los virus con envoltura lipídica burlan la barrera de la membrana celular porque su cubierta lipídica se funde con la membrana, ya que son de la misma naturaleza. Esta fusión de membranas puede realizarse en dos lugares distintos:
- Fusión en la superficie celular: de manera que el virión (virus con envoltura)  penetra directamente en el citoplasma.
- Fusión con un lisosoma: se forma una vesícula por endocitosis, a la que se une un lisosoma para digerir la partícula introducida; entonces, la cubierta lipídica del virus se funde con la membrana del lisosoma y el virión escapa hacia el citoplasma.

## Desenvolvimiento
El desenvolvimiento también se denomina rotura, descapado o descapside. Según la duración de la fase de la síntesis, se suelen distinguir dos modalidades de ciclo infeccioso de un virus:
1. Ciclo ordinario: el ácido nucleico vírico procede inmediatamente a la transcripción de su mensaje genético en los ARN necesarios para su multiplicación, y prosigue rápidamente el ciclo vital. Este tipo de ciclo es el más extendido en la naturaleza.
2. Ciclo lisogénico: fue descubierto por André Lwoff en bacteriófagos. El ADN vírico se cierra por sus extremos generando un ADN circular. Este ADN se inserta en el ADN bacteriano en un lugar específico en el que la secuencia de nucleótidos bacterianos es semejante a alguna región del ADN vírico.

La bacteria prosigue sus funciones vitales sin que el virus realice ninguna acción, y cuando el ADN bacteriano se duplica también lo hace el ADN vírico, de manera que el genoma del virus pasa a las dos bacterias hijas. La multiplicación bacteriana puede seguir durante generaciones sin que el virus se manifieste. Pero ante una alteración de las condiciones ambientales, el ADN vírico se separa del bacteriano y prosigue entonces las restantes fases de ciclo infeccioso, produciendo la muerte de la bacteria y nuevos ejemplares del virus.
Algunos virus que infectan células animales siguen también el ciclo lisogénico, como los papilomavirus de las verrugas y algunos retrovirus que producen algunos tipos de cáncer.
En el caso de los retrovirus, conviene recordar que el ácido nucleico es ARN monocatenario, por lo que la transcriptasa inversa debe copiar el genoma vírico en forma de ADN antes de que pueda insertarse en el ADN celular.

## Síntesis
Los métodos de síntesis son la producción de transcripción / ARNm, síntesis de componentes de virus y ensamblamiento del virión.
La síntesis de los virus consta de la replicación de su material genético, de la transcripción de su mensaje en una molécula de ARN y de la traducción del mensaje para producir proteínas víricas, tanto las que formarán parte de la cápside como las proteínas enzimáticas necesarias para el ensamblaje de las piezas del virión y para algunas de las funciones anteriores. Los ribosomas y la mayor parte de las enzimas que los ácidos nucleicos víricos utilizan en estos procesos son los de la célula infectada.
- Los virus con ADN realizan la replicación del material genético de la misma manera que las células; en el caso de los virus con ADN monocatenario, previamente a la replicación se sintetiza una cadena de ADN complementario para formar la doble hélice.
- Los virus con ARN replican el material genético sin necesidad de pasar por ADN, actuando cada cadena de ARN como molde para la síntesis de su complementaria.
- Los retrovirus constituyen una excepción a lo dicho anteriormente, ya que su ARN sintetiza un ADN bicatenario, que será el que posteriormente realice la síntesis de nuevos ejemplares de RNA vírico.
- Los virus con ADN y los retrovirus sintetizan el ARN a partir de la cadena molde de ADN de forma similar a como lo hacen las células.
- Los virus con ARN, excepto los retrovirus, sintetiza en el ARN copiando la cadena molde de ARN, sin necesidad de pasar por ADN.

Posteriormente a estos procesos, tiene lugar el ensamblaje de las piezas para construir nuevos viriones. En muchos virus, como el del mosaico del tabaco, el ensamblaje es automático y depende de la concentración salina del medio. En otros virus, en el ensamblaje intervienen enzimas codificadas en el ácido nucleico del virus.

## Liberación de los nuevos virus
Después de la replicación del virus tiene lugar la salida de los nuevos individuos, que saldrán con capacidad de infectar nuevas células. Las principales modalidades de liberación da nombre a nuevas variantes del ciclo vital de los virus, utilizando la exocitosis sale de la célula.

### Infección persistente
Los nuevos virus no esperan a la muerte de la célula hospedadora para abandonarla, sino que van saliendo de la célula al mismo tiempo que se van produciendo, de manera que la célula puede seguir viva y produciendo nuevas partículas víricas. La liberación puede hacerse de dos maneras:
- Los virus sin envoltura lipoproteica salen directamente, sin arrastrar ningún resto de la membrana plasmática, bien sea abriendo una brecha en la membrana, o bien aprovechando los mecanismos de exocitosis o salida de sustancias al exterior de la célula. Provocan la muerte de la célula, ya que liberan una enzima llamada endolisina.
- Los virus con envoltura lipoproteica salen por gemación, es decir, se rodean de una porción de membrana plasmática que acaba separándose de la célula y constituye la cubierta lipoproteica del nuevo virus.